# Jacques de Dampierre
Pour les autres membres de la famille, voir Maison de Dampierre.
Le marquis Léon Michel Marie Jacques de Dampierre, né le 13 octobre 1874 à Le Louroux-Béconnais et mort le 16 mars 1947 à Paris est un historien, homme politique et publiciste français.

## Biographie
Petit-fils du marquis Élie de Dampierre et du général Louis Juchault de Lamoricière, il est licencié en lettres et est reçu premier au concours d'entrée à l'École des chartes en 1896, où il obtient le diplôme d'archiviste paléographe en 1902.
Maire de Villemoisan de 1904 à 1919, il est conseiller général de Maine-et-Loire (canton du Louroux-Béconnais) de 1919 à 1928. 
Publiciste, il est le fondateur et directeur de l'« Annuaire général de la France et de l'Étranger ». Il est conférencier pour la Société de secours aux blessés militaires, l'Alliance française et la Société de géographie commerciale, donnant des conférences dans divers pays.
En 1916, il est chargé de mission par le ministère des Affaires étrangères auprès des gouvernements belge, britannique et italien pour l'étude des infractions aux droits des gens. Il est également conseiller du commerce extérieur de la France.
De 1916 à 1924, il est l'initiateur du Congrès national du livre, dont il est le secrétaire général et administrateur.
Il est administrateur fondateur du Comité France-Pologne.

## Publications
- Essai sur les sources de l'histoire des Antilles françaises : 1492-1664, Léon Michel Marie Jacques de Dampierre, 1904.
- Introduction aux Lettres à Henry de Castries par Charles de Foucauld ; Editions Bernard Grasset Paris 1938.

## Distinctions
- Chevalier de la Légion d'honneur (1928)[1]

### Sources
- André Martin, "Jacques de Dampierre (1874-1947)", Bibliothèque de l'École des chartes, 1948